# Winter-Universiade 1962/Skilanglauf
Bei der Winter-Universiade 1962 wurden 4 Wettbewerbe im Skilanglauf ausgetragen.

## Bilanz

### Medaillenspiegel
| Platz  | Land             | Gold | Silber | Bronze | Gesamt |
| ------ | ---------------- | ---- | ------ | ------ | ------ |
| 1      | Sowjetunion      | 3    | 1      | 2      | 2      |
| 2      | Polen            | 1    | 1      | 1      | 1      |
| 3      | Bulgarien        | –    | 1      | –      | 1      |
| 3      | Tschechoslowakei | –    | 1      | –      | 1      |
| 5      | BR Deutschland   | –    | –      | 1      | 1      |
| Gesamt | Gesamt           | 4    | 4      | 4      | 12     |

### Medaillengewinner
Männer
| Disziplin          | Gold                                                                          | Silber                                                                  | Bronze                                                           |
| ------------------ | ----------------------------------------------------------------------------- | ----------------------------------------------------------------------- | ---------------------------------------------------------------- |
| 11,5 km Klassisch  | Igor Worontschichin                                                           | German Karpow                                                           | Iwan Kondraschow                                                 |
| 4 × 8 km Klassisch | SowjetunionIwan Kondraschow German Karpow Anatoli Slesnow Igor Worontschichin | TschechoslowakeiĽudovít Fusko Jindřich Fabián Ján Ilavský Štefan Harvan | PolenKazimierz Zelek Józef Buńda Szymon Krasicki Stanisław Wajda |

Frauen
| Disziplin          | Gold            | Silber                                                | Bronze                |
| ------------------ | --------------- | ----------------------------------------------------- | --------------------- |
| 7,5 km Klassisch   | Stefania Biegun | Krastana Stoewa                                       | Faadija Salimschanowa |
| 3 × 5 km Klassisch | Sowjetunion     | PolenStefania Biegun Weronika Stempak Magdalena Bujak | BR Deutschland        |